# Vallgornera (llinatge)
El casal de Vallgornera (també anomenats, en temps de la Sicília catalana, com Valguarnera) és el nom amb què es coneixen dues famílies aristocràtiques de Catalunya. La primera es va originar al segle XIII i va prendre el nom del Castell de Vallgornera, a l'actual nucli de Vallgornera, a Peralada, a l'Alt Empordà, del qual els membres eren propietaris del senyoriu i que es va extingir al segle xvii. La segona família, derivada del vessant femení d'una branca cadet, va florir al segle xviii amb l'assumpció del cognom Vallgornera, i es va extingir al segle XIX. La branca siciliana va acabar italianitzant el cognom en Valguarnera.

## Orígens

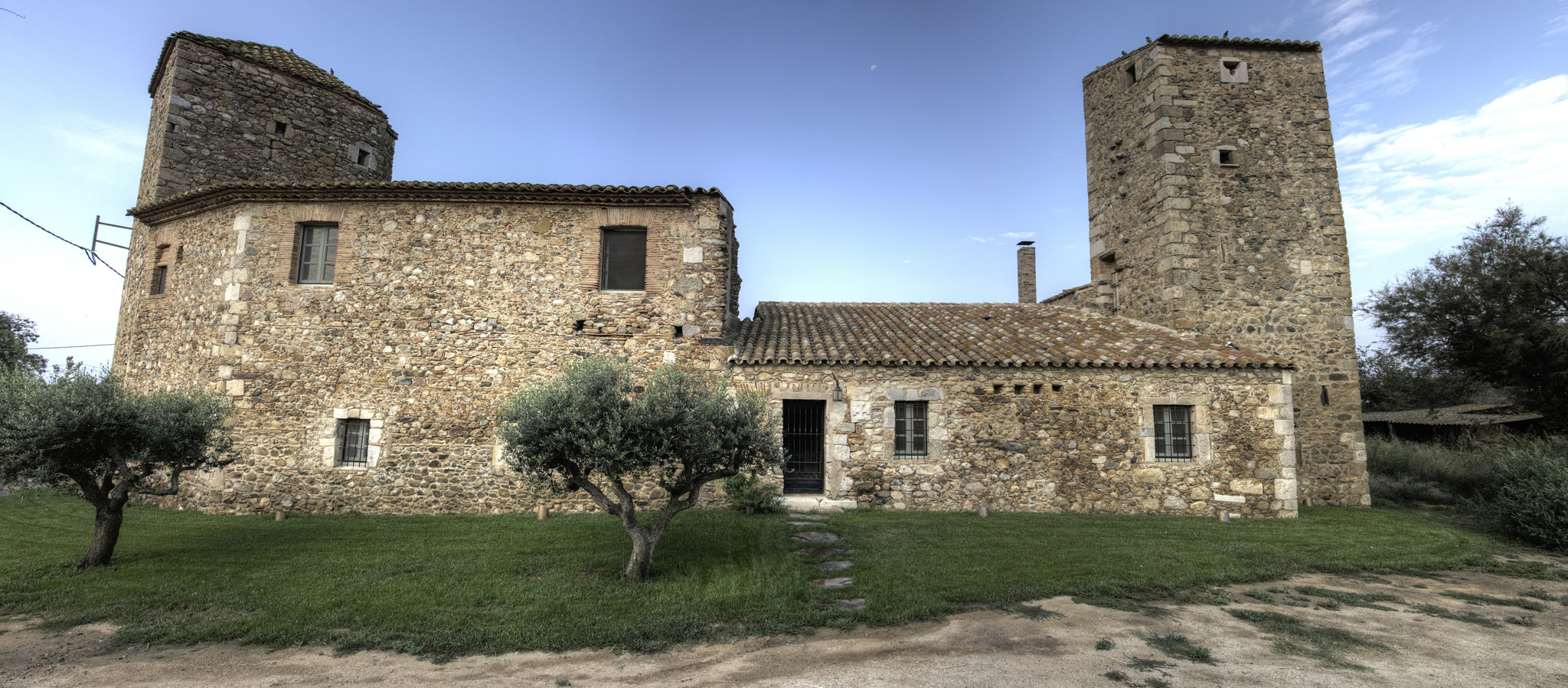
Castell de Vallgornera a Peralada, Catalunya

Les fonts catalanes més antigues atribueixen la fundació de la dinastia a Guarner, príncep d'Empúries i germà petit d'Ataülf, rei dels visigots, que al segle VI dC hauria construït un castell a l'Empordà català que prengué el nom de Vallgornera.
Segons l'estudiós català Berengari d'Aguil, Guarner va tenir amb Redixinda, la seva muller, tres fills, entre ells Rodaulf, que el va succeir al senyoriu de Vallgornera. Un dels seus descendents, Sigeric, hauria estat investit amb el títol de primer vescomte de Vallgornera, i fou majordom major del rei Gesaleic l'any 508  Aquest Sigeric, que va adquirir el senyoriu de l'Empordà, s'hauria unit a Vilarda, filla natural del rei Turismund, i del qual hauria tingut els fills Vitale, Amalaric i Guerald, que van servir als reis visigots Liuva I i Leovigild. Vitale hauria deixat el Vescomtat de Vallgornera al seu germà Amalaric i es va entregar a la vida religiosa després de la coronació de Recared I i després hauria estat nomenat bisbe de Toledo, l'any 586
D'Amalaric, vescomte de Vallgornera, va néixer Vitaldí, Gomeri i Gondemar, soldats al servei del rei Vamba. De Vitaldí, tercer vescomte de Vallgornera, va néixer Vital i Guerald, tots dos cambrers del rei Roderic, que van lluitar contra els moros que haurien envaït el Regne Visigot al segle vii. Roderic va concedir a Vital el títol de Comte de Vallgornera. Mort l'any 714 dC amb el seu germà, deixà un fill, Attaldo, que el succeí en el senyoriu, al seu torn pare de Guerald, militar al servei del rei Alfons I d'Astúries.
El comte Robert de Vallgornera, fill de Guerald, fou abanderat dels reis Bermund I i d'Alfons II, i pare de Guerald, Umfred i Guillem, cavallers al servei de l'emperador Carlemany a les seves incursions a Catalunya contra els alarbs. Els descendents de Guerald haurien estat cavallers al servei dels reis d'Aragó: un Ximenis Peris de Vallgornera, destacat com un dels cavallers més forts del seu temps, va derrotar a tres capitans moros en la batalla i rebre, el 1069, el senyoriu de Lleida i altres castells del rei Sanç Ramires. D'ell i de la seva dona, Agnès de Mataplana, van néixer Bernard Guillem, Joan Peris, Guillem, Ferran, Vital i Guerald de Vallgornera, tots assenyalats com a cavallers al servei dels sobirans Sanç III de Castella i Alfons VIII de Castella.

## El Casal de Vallgornera
Tanmateix, i paral·lelament a tota aquesta informació, cal tenir en compte que el Castell de Vallgornera, només és documentat des del 1123 dC. Altres fonts més recents indiquen que en Bernard de Sort, cavaller de Peralada, que hi va viure a mitjans del segle XIII dC, podria haver estat el fundador de la família Vallgornera.
El primer senyor del Castell de Vallgornera fou Jaume de Vallgornera († 1271), fill de Berenguer Sord, que prengué el cognom del feu. Casat amb Sibil·la de Vilallonga, filla d'en Simó, senyor de Vilarnau d'Avall, del Rosselló, va tenir per fills Simó, Francesc i Francesca.
Simó de Vallgornera i de Vilallonga († 1334) formà la branca dels barons de Vicari i Goderano, a Sicília. Es casà amb Alamanda de Blanes i fou pare de Jaume, Francesc, Vital, Guillem i Blanca. El fill gran Jaume (II) de Vallgornera i de Blanes, tercer senyor de Vallgornera († 1371 ca.), va tenir els fills Francesc, Simó i Vital de la seva muller Berenguera de Castellbell. El fill gran, Francesc (I) de Vallgonera i de Castellbell, IV senyor de Vallgornera, estava casat amb Marquesa de Sort, que li va portar la possessió dels senyorius de Vilanova de la Muga, Satrilla i de la Garriga, i amb qui va tenir els fills Jaume i Vital.
Aquest Francesc va heretà del seu germà tercer, Vidal de Vallgornera i de Castellbell (mort vers el 1421), les baronies sicilianes d'Assoro i Valguarnera Caropepe, concedides respectivament el 1397 i el 1404 al germà segon, Simó (†1428) i Vital de Vallgornera i de Castellbell († ca. 1410) van ser cavallers al servei del rei Martí I de Sicília i van obtenir el domini conjunt de la Baronia d'Assoro i altres feus.
Jaume de Vallgornera i de Sort, V senyor de Vallgornera, amb la seva muller Francesca de Santdionís, tingué a Joan. El germà petit, Vital († 1497), es va instal·lar a Sicília per heretar els dominis feudals dels seus oncles paterns, Simó i Vital. Tots dos van morir sense deixar descendència. D'aquest Jaume continua la branca siciliana, els descendents de la qual van acabar sent italianitzats com a Valguarnera.
Joan I de Vallgornera i de Santdionís, VI senyor de Vallgornera († 1503 ca.), fou cavaller al servei del rei Joan el Sense Fe a la Guerra de Successió de Castella, i l'any 1476 fou un dels comandants de la batalla contra els francesos a l'Alt Empordà. De la seva muller, Florència de Fontcoberta, va tenir diversos fills, entre els quals Jaume, VII senyor de Vallgornera, que fou membre de les Corts de Barcelona (1519), i Pere de Vallgornera, senyor de Vilanova de la Muga. D'en Jaume va néixer Joan, VIII senyor de Vallgornera († 1545), que es va casar amb Catelrna de Foixà, que el va fer pare de Galceran i Rafael. El fill gran, Galceran de Vallgornera, IX senyor de Vallgornera († 1595), fou auditor reial de la Generalitat de Catalunya i engendrà dues filles; el seu germà petit, Rafael de Vallgornera († 1587) mosso de Perpinyà i membre de les Corts de Montsó (1547), i casat amb Damiata de Foixà i de Millars, mestressa d'Albons, es formà la línia d'Albons.
Jaume de Vallgornera i de Foixà, senyor d'Albons, fou ajudant de les Corts de Montsó (1585). Es va casar primer amb Anna de Santjust i de Sagarriga, i en segon lloc amb Anna de Senesterra, i el va succeir el seu fill Francesc. Conegut com a Francesc, senyor d'Albons (1594-1638 ca.), fou cavaller i dues vegades membre de les Corts (1599 i 1626), i pare de Jeroni de Vallgornera i de Cardona († 1690), amb qui va morir aquesta branca de la nissaga. Al seu darrer testament va llegar el senyoriu d'Albons i la torre de Caldes de Montbui al Príncep de Niscemi, pertanyent a la branca siciliana dels Vallgornera (Valguarnera).
La línia dels Vallgornera senyors de Vilanova de la Muga va ser iniciada pel segon fill de Joan, VI senyor de Vallgornera, Pere de Vallgornera i de Fontcoberta († 1524 ca.), que va heretar Vilanova de la Muga, Mont-ros, la Garriga i Satrilla, i es va casar amb Rafaela de Serrahí i de Peguera, mestressa dels castells de Cabanes i del Coll. D'aquesta unió van néixer els fills Joan i Joana. El primer morí i no va deixar hereus. Joana es va casar amb Miquel Marc de Montagut i de Llupiá, senyor del Castell de Rocacorba, els descendents del qual van prendre el cognom Montagut i de Vallgornera. Aquesta família es va extingir al segle xviii dC amb María de Montagut i de Vallgornera i Esquerrer, que era la dona de Francesc Llunes, doctor en dret. El seu fill, Baltasar, que va heretar tots els feus materns, va adoptar el cognom Vallgornera.
Baltasar de Vallgornera i Llunes de Montagut (1660-1726), senyor de Vilanova de la Muga, cavaller i membre de la Junta de Braços (1713), es va casar amb Francesca Bosch de Platraver Beuló, amb qui va tenir set fills, entre ells Antoni (1715-1788). Anomenat Antonio, per la seva muller, Antònia de Lentorn y de Claravalls, va tenir vuit fills, entre els quals Ramon, Antoni (1762-?), sacerdot i vicari de la diòcesi de Vic, Bonaventura (1764-1834), coronel de l'exèrcit reial espanyol; i Lluís (1767-?), monjo benedictí.
Ramon de Vallgornera i de Lentorn, senyor de Vilanova de la Muga (1757-1836), doctor en filosofia i dret, per privilegi concedit pel rei Carles IV d'Espanya el 30 de setembre de 1796, fou investit del títol de primer marquès de Vallgornera. També va ser baró de Sant Miquel de Pera i vescomte de Casa Lluna. Es va casar primer amb María Josefa de Regàs i Saleta, i en segones núpcies amb Maria Jacoba Clementina Magdonell i de Conde, però ambdues unions no li van donar descendència i, per tant, el títol de marquès de Vallgornera i la resta van passar al seu cosí Albert Baldrich i de Veciana, nebot de la seva tia paterna, Marianna de Vallgornera i Bosch.